# Vuonisjärvi
Vuonisjärvi är en sjö i kommunen Lieksa i landskapet Norra Karelen i Finland. Sjön ligger 99,7 meter över havet. Den är 5,3 meter djup. Arean är 65 hektar och strandlinjen är 5,73 kilometer lång. Sjön  ingår i Vuoksens huvudavrinningsområde.   Den ligger omkring 61 kilometer norr om Joensuu och omkring 430 kilometer nordöst om Helsingfors. 
I sjön finns ön Katinhäntä. 